# Committee on Radio Astronomy Frequencies
Das Committee on Radio Astronomy Frequencies (CRAF) ist ein europäisches Komitee, das sich mit der Nutzung von Frequenzen für die Radioastronomie beschäftigt.
Das CRAF ist ein Organ der Europäischen Wissenschaftsstiftung und vertritt die Interessen der Radioastronomen in der Europäischen Wissenschaftsstiftung und gegenüber anderen Organisation, der Wirtschaft und staatlichen Organen.
Der Sitz ist Oxford, sein derzeitiger Vorsitzender ist Axel Jessner vom Max-Planck-Institut für Radioastronomie (MPIfR).